# Транспорт Оману
Транспорт Оману представлений автомобільним , залізничним , повітряним , водним (морським)  і трубопровідним , у населених пунктах  та у міжміському сполученні діє громадський транспорт пасажирських перевезень. Площа країни дорівнює 309 500 км² (71-ше місце у світі). Форма території країни — складна, витягнута субмеридіанально, з ексклавом Мусандам; максимальна дистанція з півночі на південь — 805 км, зі сходу на захід — 645 км. Географічне положення Оману дозволяє країні контролювати транспортні шляхи між Східною Африкою, Близьким Сходом і Південною Азією, вхід до Перської затоки через Ормузьку протоку.

## Автомобільний
Загальна довжина автошляхів у Омані, станом на 2014 рік, дорівнює 60 230 км, з яких 29 685 км із твердим покриттям (1 943 км швидкісних автомагістралей) і 30 545 км без нього (69-те місце у світі).

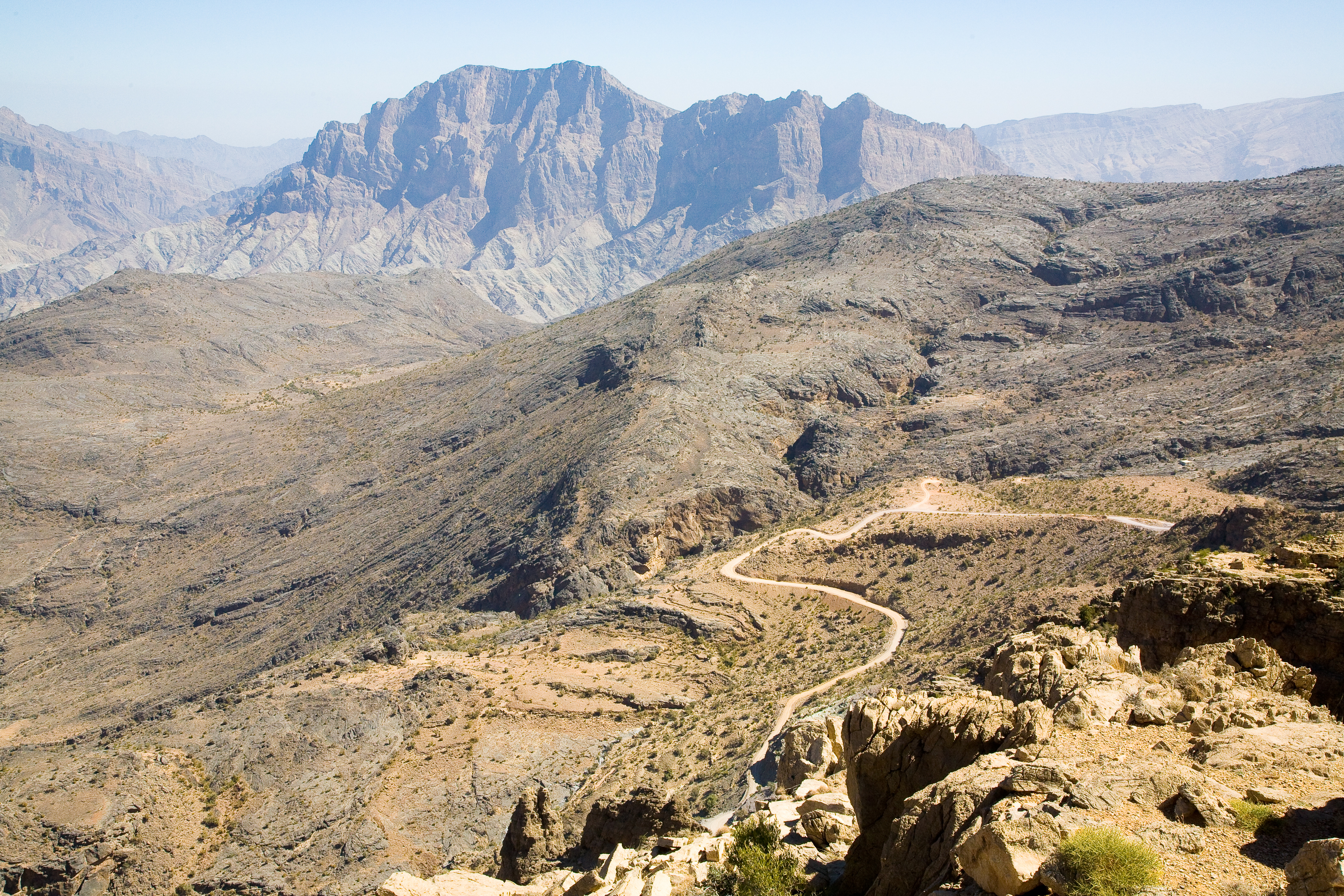
Гірський серпантин
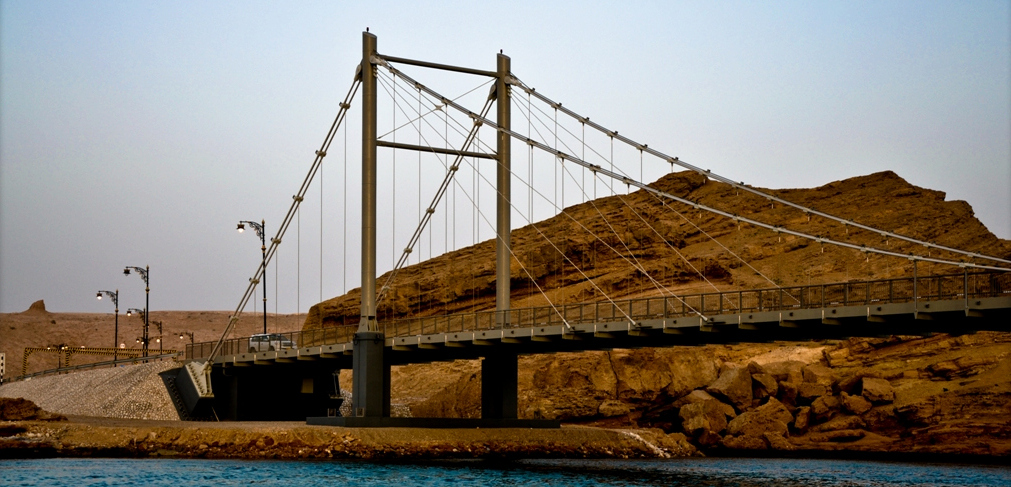
Міст Сур-Ханг
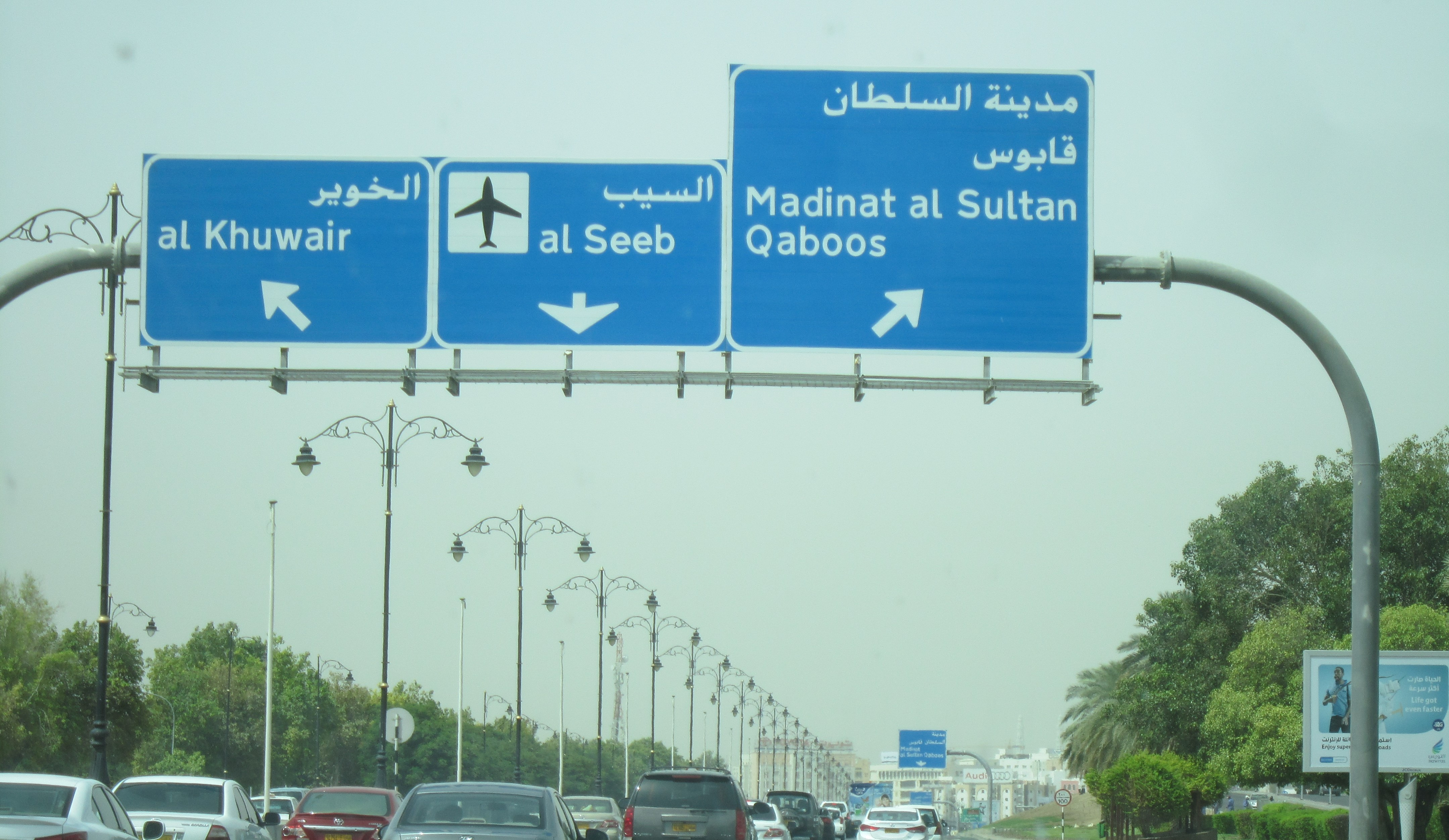
Дорожні знаки

## Повітряний
У країні, станом на 2013 рік, діє 132 аеропорти (44-те місце у світі), з них 13 із твердим покриттям злітно-посадкових смуг і 119 із ґрунтовим. Аеропорти країни за довжиною злітно-посадкових смуг розподіляються так (у дужках окремо кількість без твердого покриття):
- довші за 10 тис. футів (>3047 м) — 7 (2);
- від 10 тис. до 8 тис. футів (3047-2438 м) — 5 (7);
- від 8 тис. до 5 тис. футів (2437—1524 м) — 0 (51);
- від 5 тис. до 3 тис. футів (1523—914 м) — 1 (33);
- коротші за 3 тис. футів (<914 м) — 0 (26)[1].

У країні, станом на 2015 рік, зареєстроване 1 авіапідприємство, яке оперує 45 повітряними суднами. За 2015 рік загальний пасажирообіг на внутрішніх і міжнародних рейсах становив 6,5 млн осіб. За 2015 рік повітряним транспортом було перевезено 412,2 млн тонно-кілометрів вантажів (без врахування багажу пасажирів).
У країні, станом на 2013 рік, споруджено і діє 3 гелікоптерні майданчики.
Оман є членом Міжнародної організації цивільної авіації (ICAO). Згідно зі статтею 20 Чиказької конвенції про міжнародну цивільну авіацію 1944 року, Міжнародна організація цивільної авіації для повітряних суден країни, станом на 2016 рік, закріпила реєстраційний префікс — A4O, заснований на радіопозивних, виділених Міжнародним союзом електрозв'язку (ITU). Аеропорти Оману мають літерний код ІКАО, що починається з — OO.

## Водний

### Морський
Головні морські порти країни: Міна-Султан-Кабус, Салалах, Сухар. Річний вантажообіг контейнерних терміналів (дані за 2011 рік): Салалах — 3,20 млн контейнерів (TEU). СПГ-термінали для експорту скрапленого природного газу діють в портах: Калхат.
Морський торговий флот країни, станом на 2010 рік, складався з 5 морських суден з тоннажем понад 1 тис. реєстрових тонн (GRT) кожне (128-ме місце у світі), з яких: танкерів для хімічної продукції — 1, пасажирських суден — 1, вантажно-пасажирських суден — 3.
Станом на 2010 рік, кількість морських торгових суден, що зареєстровані під прапорами інших країн — 15 (Мальти — 5, Панами — 10).

## Трубопровідний
Загальна довжина газогонів у Омані, станом на 2013 рік, становила 4 337 км; нафтогонів — 3 558 км; інших трубопроводів — 33 км; продуктогонів — 264 км.

## Державне управління
Держава здійснює управління транспортною інфраструктурою країни через міністерство транспорту і зв'язку. Станом на 30 березня 2016 року міністерство в уряді Кабуса ібн Саїд аль-Саїда очолював Ахмад ібн Мухаммад ібн Салім аль-Футайсі.

### Українською
- Атлас. 10-11 клас. Економічна і соціальна географія світу / упорядники :  О. Я. Скуратович, Н. І. Чанцева. — К. : ДНВП «Картографія», 2010. — ISBN 978-966-475-639-3.
- Атлас світу / голов. ред. І. С. Руденко ; зав. ред. В. В. Радченко ; відп. ред. О. В. Вакуленко. — К. : ДНВП «Картографія», 2005. — 336 с. — ISBN 9666315467.
- Безуглий В. В. Економічна і соціальна географія зарубіжних країн : Навчальний посібник. — К. : ВЦ «Академія», 2007. — 704 с. — ISBN 978-966-580-239-6.
- Безуглий В. В., Козинець С. В. Регіональна економічна і соціальна географія світу : Навчальний посібник. — видання 2-ге, доп., перероб. — К. : ВЦ «Академія», 2007. — 688 с. — ISBN 966-580-144-9.
- Головченко В., Кравчук О. Країнознавство: Азія, Африка, Латинська Америка, Австралія і Океанія. — К., 2006. — 335 с. — ISBN 966-8939-04-2.
- Дахно І. І. Країни світу: Енциклопедичний довідник / І. І. Дахно, С. М. Тимофієв. — К. : Мапа, 2011. — 606 с. — (Бібліотека нового українця) — ISBN 978-966-8804-23-6.
- Дахно І. І. Економічна географія зарубіжних країн : навчальний посібник. — К. : Центр учбової літератури, 2014. — 319 с. — ISBN 978-611-01-0682-5.
- Дорошенко В. І. Географія транспорту : Навчальний посібник / В. І. Дорошенко, К. Д. Діденко. — К. : Київський нац. ун-т ім. Т. Шевченка, 2010. — 183 с. — ISBN 978-966-439-329-1.
- Дубович І. А. Країнознавчий словник-довідник. — 5-те вид., перероб. і доп. — К. : Знання, 2008. — 839 с. — ISBN 978-966-346-330-8.
- Економічна і соціальна географія країн світу : Навчальний посібник / За ред. С. П. Кузика. — Л. : Світ, 2002. — 672 с. — ISBN 966-603-178-7.
- Зарубіжна транспортна географія : навчальний посібник / уклад. : Петрашевський О. Л. и др. — К. : Національний транспортний університет, 2015. — 95 с. — ISBN 978-966-632-227-5.
- Ігнатьєв П. М. Країнознавство: Країни Азії. — Ч. : Книги-ХХІ, 2004. — 383 с. — ISBN 966-8029-53-4.
- Книш М. М., Мамчур О. І. Регіональна економічна і соціальна географія світу (Латинська Америка та Карибські країни, Африка, Азія, Океанія) : навч. посіб. — Л. : ЛНУ ім. Івана Франка, 2013. — 368 с. — ISBN 978-617-10-0007-0.
- Юрківський В. М. Регіональна економічна і соціальна географія. Зарубіжні країни : Підручник. — К. : Либідь, 2001. — 416 с. — ISBN 966-06-0092-5.

### Англійською
- (англ.) Modern Transport Geography / Hoyle, B. and R. Knowles (eds). — Second Edition,. — London : Wiley, 1998.
- (англ.) Rodrigue, J-P. The Geography of Transport Systems. — Fourth Edition. — N. Y. : Routledge, 2017. — 440 с. — ISBN 978-1138669574.
- (англ.) Taaffe E. J., Gauthier H. L. and O'Kelly M. E. Geography of transportation. — Second Edition. — N. Y. : Prentice Hall, 1996. — ISBN 0-13-368572-1.
- (англ.) Black, W. Transportation: A Geographical Analysis. — N. Y. : Guilford, 2003.

### Російською
- (рос.) Максаковский В. П. Географическая картина мира. Книга I: Общая характеристика мира. — М. : Дрофа, 2008. — 495 с. — ISBN 978-5-358-05275-8.
- (рос.) Максаковский В. П. Географическая картина мира. Книга II: Региональная характеристика мира. — М. : Дрофа, 2009. — 480 с. — ISBN 978-5-358-06280-1.
- (рос.) Физико-географический атлас мира. — М. : Академия наук СССР и главное управление геодезии и картографии ГГК СССР, 1964. — 298 с.
- (рос.) Шаповал Н. С. Транспортная география и транспортные системы мира : учебное пособие. — К. : Центр учбової літератури, 2006. — 188 с. — ISBN 000-0000-00-4.
- (рос.) Экономическая, социальная и политическая география мира. Регионы и страны / под ред. С. Б. Лаврова, Н. В. Каледина. — М. : Гардарики, 2002. — 928 с. — ISBN 5-8297-0039-5.
- (рос.) Энциклопедия стран мира / глав. ред. Н. А. Симония. — М. : НПО «Экономика» РАН, отделение общественных наук, 2004. — 1319 с. — ISBN 5-282-02318-0.